# 武田神社
武田神社（たけだじんじゃ）は、山梨県甲府市古府中町にある神社。躑躅ヶ崎館の跡地（武田氏館跡）に建てられており、武田信玄を祭神とする。旧社格は県社。

## 歴史

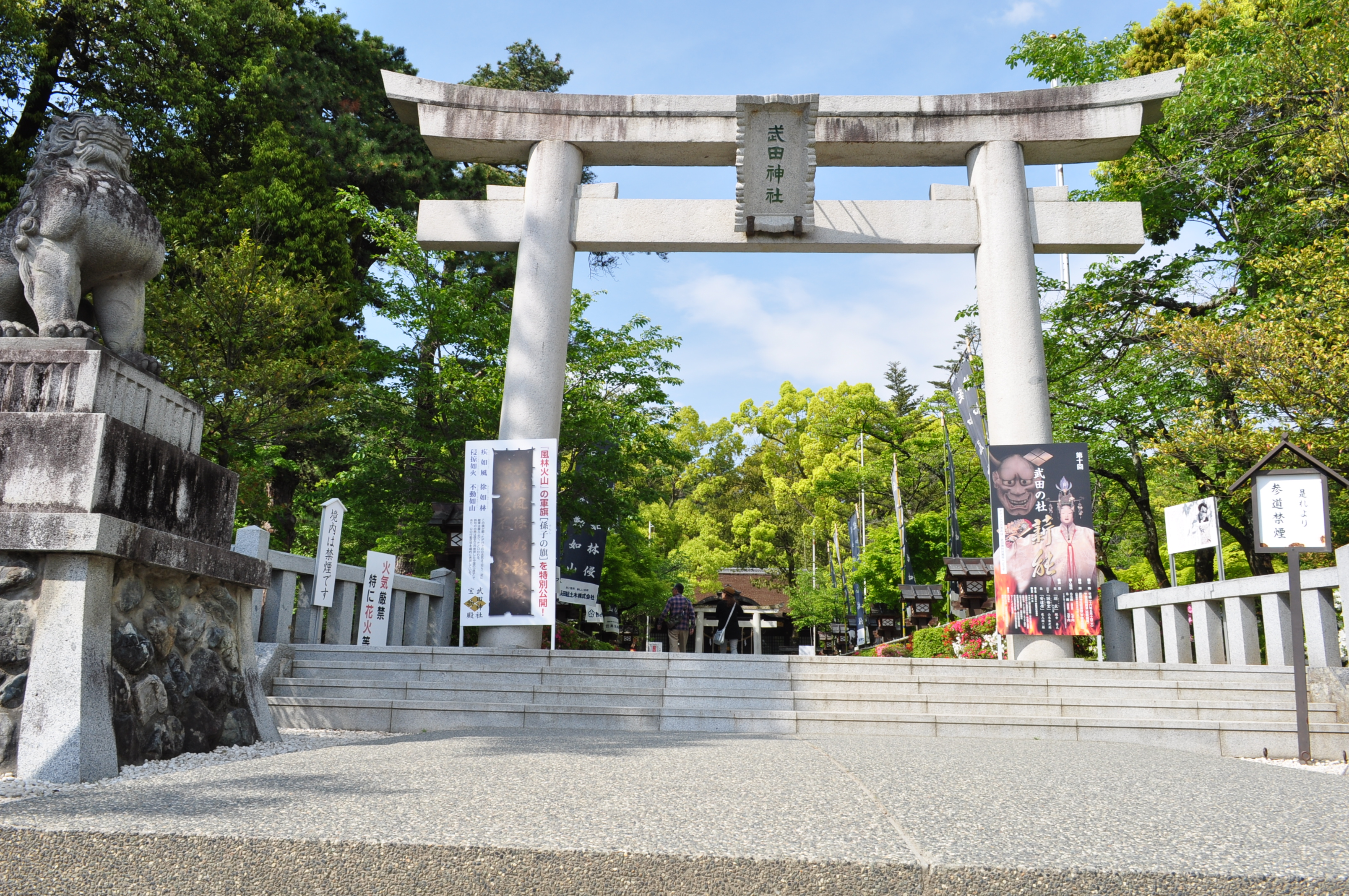
参道の一之鳥居（2014年5月8日撮影）

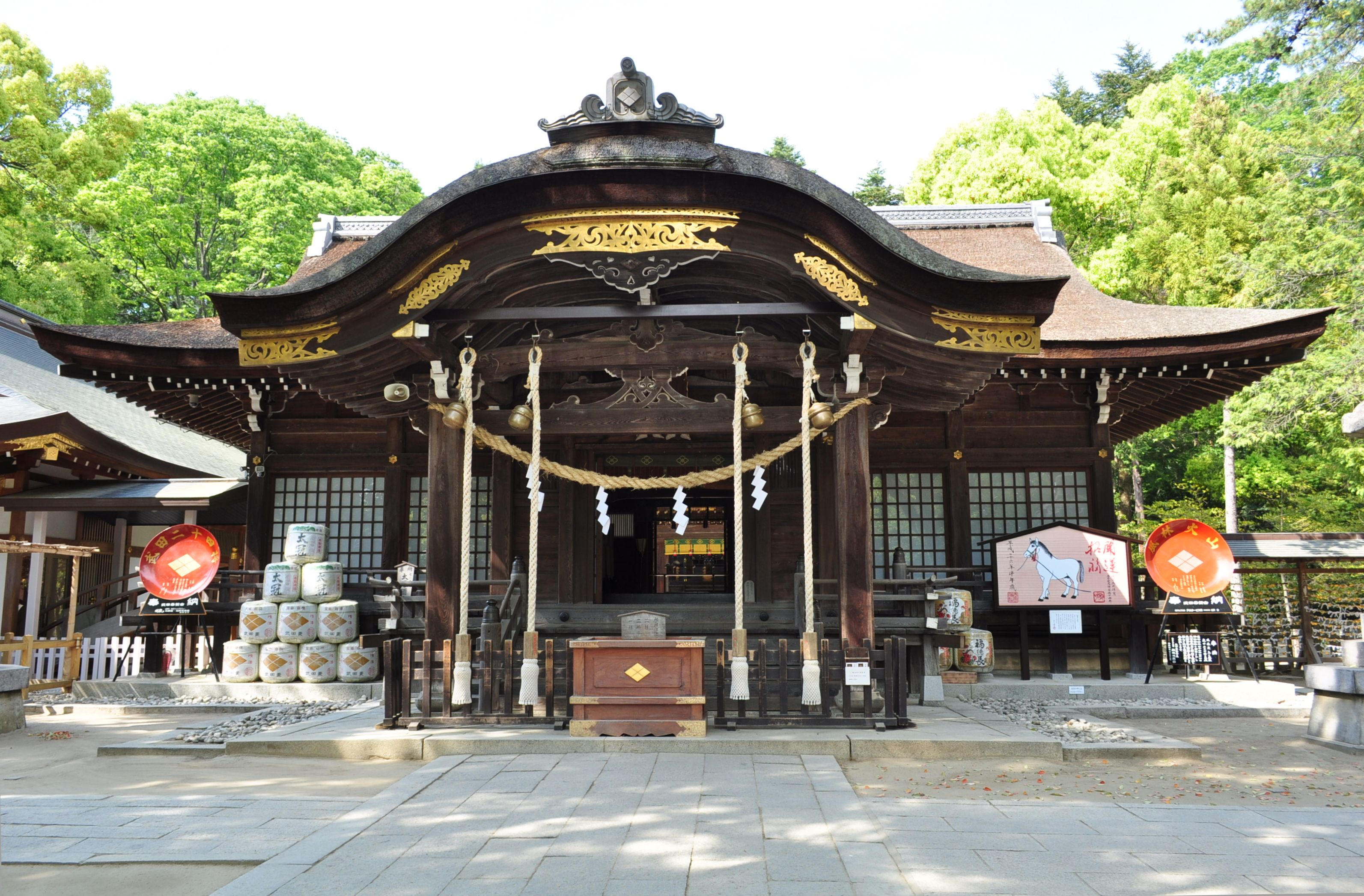
拝殿（2014年5月8日撮影）

### 躑躅ヶ崎館と武田城下町
所在する甲府市古府中町は甲府盆地北縁に所在する。戦国時代の永正16年（1519年）に甲斐守護・武田信虎により居館（躑躅ヶ崎館、武田氏館）が築かれ、家臣団が集住して武田城下町が形成された。以来信虎・晴信（信玄）・勝頼三代にわたって武田領国の中心地として機能し天正10年（1582年）3月の武田氏滅亡後もしばらくは政治的中心地であった。豊臣大名時代には南方の甲府市丸の内に新たに甲府城が築城され、江戸時代にかけても甲斐統治の政治的中心地となったため、武田氏館は破却された。館の破却時期は不明であるが、『甲斐国志』によれば要害城が慶長5年（1600年）に破却されていることから、同時期であると考えられている。
これにより城下町も南方に移動し、武田城下町は甲府城下町の一部として吸収される。江戸時代に武田氏館跡は「古城」「御屋形跡」と呼称され、武田氏時代を偲ぶ名所のひとつとして旅行者が訪れる程度であったが、明治期には史跡保存運動が起こる。

### 明治初期の「機山公霊社」建設運動
1872年（明治5年）6月、明治新政府は地租改正に際して武田時代の遺制とされる大小切税法の廃止を断行し、これに対して峡東地域の諸村が蜂起し、大小切騒動が発生する。大小切騒動は鎮圧されるが、首謀者の多くは処罰され、山梨県令・藤村紫朗の主導する県政にも影響を及ぼした。
大小切騒動の後に山梨県庁は山梨県民の武田信玄への追慕を障害と認識し、明治初年には『峡中新聞』においては信玄を悪人とする論説を掲載することも行っていた。このころ全国的にも自由民権運動が興隆し、山梨県でも反藤村県政の動きとして民権運動が発生する。明治政府はこれに対して地域の偉人を崇拝する感情を尊重する方針に転換し、山梨県では1880年（明治13年）6月には明治天皇の東山道巡幸が行われ、同年6月17日から6月22日にかけて明治天皇の山梨県巡幸が行われた。山梨県巡幸では巡幸御用掛から武田信玄ゆかりの社寺の調査・保存のために保存金を下賜された。その意図は大小切騒動で消沈した山梨県民に対し、武田信玄に対する心情を回復することで、新政府への帰属意識を増幅させるものであったという。
山梨県では県令藤村の相談役でもある第十国立銀行頭取の栗原信近中心に、尾沢孝治、小田切謙明、加賀美平八郎ら民権運動家が霊社建設に賛同し、古城地の公園化と「機山公霊社」建設運動が起こる。山梨県では古城地の官有地払い下げを行い公有地化を進めるが、民権運動家でも依田道長ら巨額の費用を投じた霊社建設に否定的な意見も上がり、躑躅ヶ崎館は県立躑躅ヶ崎公園となり、霊社建設は一時棚上げされた。なお、県立躑躅ヶ崎公園は当時、現在の甲府市太田町に所在する太田町公園（甲府市遊亀公園）に次ぐ二例目の県立公園であった。

### 武田神社の創建
1899年（明治32年）には信玄祭祀神社建設運動が再燃し、『山梨日日新聞』によれば同年5月24日には県内の有志が5万円、県外の関係者から5万円の計10万円の募金計画が起こり、山梨県知事の小野田元熈がこれに賛同したことを報じている。同年6月20日には甲府市太田町の望仙閣において武田神社建設協議会が開催され、小野田知事のほか栗原信近、近藤喜則、雨宮広光、渡辺信、八田達也、深沢嘉猷、加賀美嘉兵衛らが出席し、発起人には若尾逸平、広瀬久光、三神有長、山口嘉兵衛らが名を連ねた。こうして山梨県内外の政財界有志により「武田会」が結成され、神社創建運動が再燃する。

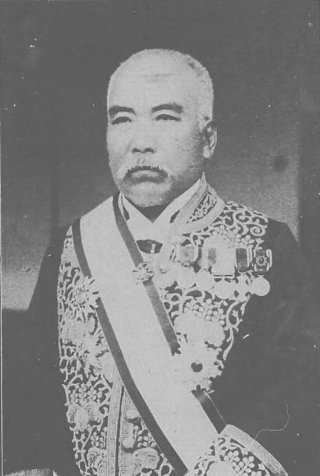
小野田元熈

1904年（明治37年）の日露戦争後には神社に武神・軍神を祀ることが奨励され、軍神と評される武田信玄を祀った神社創建の機運が高まった。1906年（明治39年）には甲府で一府九県連合共進会が開催され、この時は山梨県知事・武田千代三郎の夫人を発起人代表として義金が募られており、このころには「武田会」は会としての実態を失っていたと考えられている。
また、武田信玄は『甲陽軍鑑』に記される父親の信虎を追放した親不孝な人物とする評価が存在していたが、明治国家では「忠孝」が重視されていたため、明治後期に山梨県の郷土史家の間ではそれを覆す信玄の事跡発掘が行われ、明治37年の内藤慶助『武田信玄事跡考』、大正4年の土屋操『甲斐史』など武田氏研究にも影響を与えた。
1915年（大正4年）、大正天皇の即位記念に武田信玄に従三位が追贈されたのを契機に、1916年（大正5年）には山梨県知事を総裁とする「武田神社奉建会」が設立される。1919年（大正8年）には社殿が竣工し、信玄の命日にあたる4月12日には初の例祭が行われた。別格官幣社への昇格運動は上杉謙信を祀った上杉神社が指定されていたことへの対抗意識も加え、郷土史家は内務省が昇格条件に求める勤皇事跡の発掘に務めた。
4月12日に行われていた例大祭には神輿の後に地元相川住民による武田二十四将を模した騎馬行列が行われており、1947年（昭和22年）からは甲府市と市商工会議所、観光協会の共同開催で桜祭りが開催され、最終日を例祭に合わせていた。戦後には観光業振興により武田信玄が歴史的観光資源として着目され、1966年（昭和41年）からは甲府信玄祭りが開催され、以来は行政主導による都市祭礼としての信玄公祭りが4月12日前の土日に開催されており、地域住民による例祭と共存している。
境内にある宝物殿（入場は有料）には、太刀「吉岡一文字」や信玄公の軍扇、武田二十四将図等、武田家ゆかりの貴重な品々が収められている。

### 造営と建築
本殿は一間社流造り、社殿全体で大正8年（1919年）完成。
伊藤忠太、大江新太郎による設計。

両名共に明治に制定された「神社建築制限図」に批判的な考えを持っており、武田神社は神社建築制限図を基にした配置をしているが、社殿は独自の設計となっている。

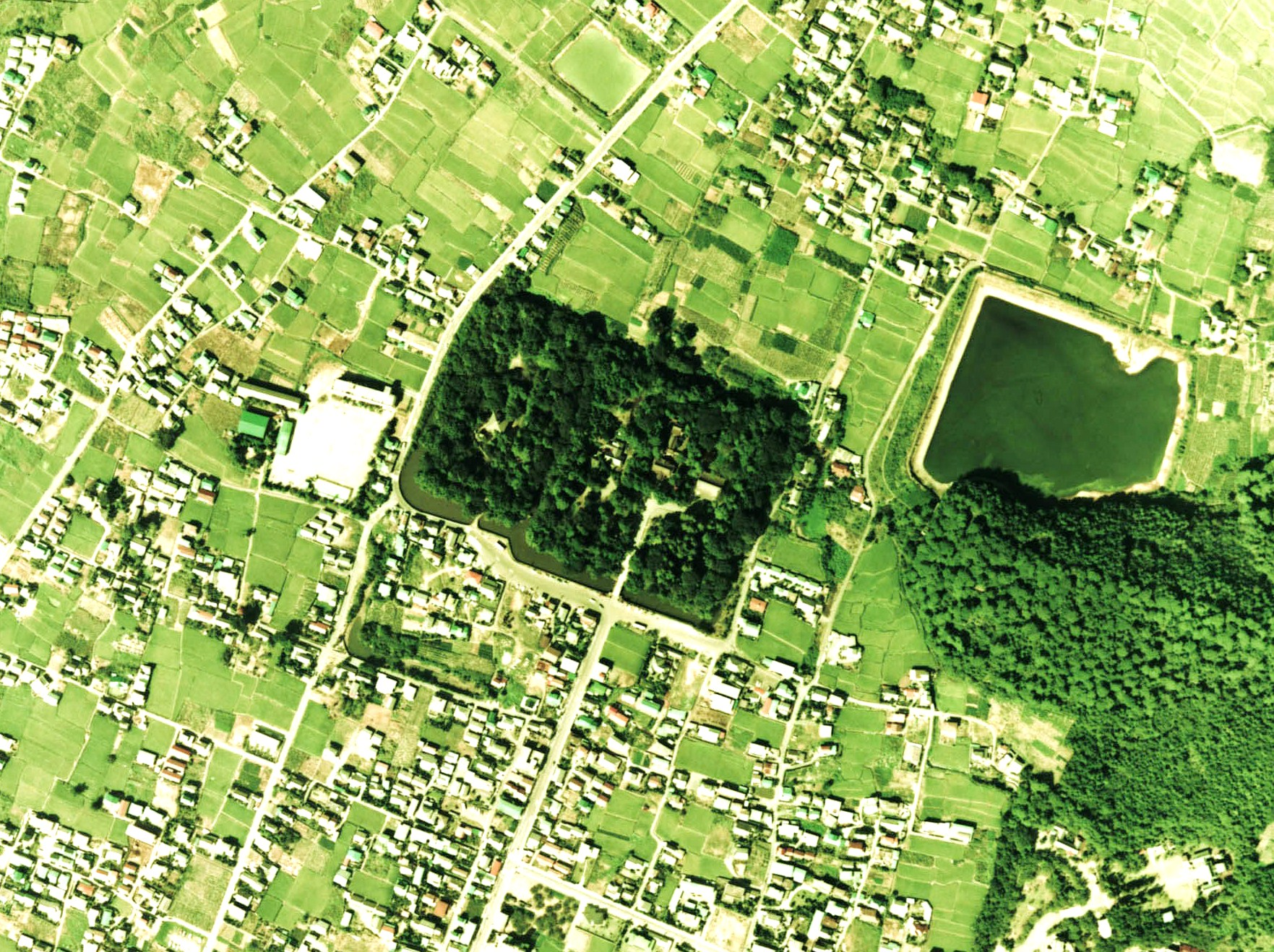
武田神社（中央）と竜ヶ池（竜華池、右）

## 文化財
重要文化財（国指定）
- 太刀 銘一（吉岡一文字）

三条家に伝来した太刀。1880年（明治13年）6月に明治天皇の山梨県巡幸が行われ、明治天皇に供奉して来県した太政大臣の三条実美が、信玄正室の三条夫人が三条家の出自であることに知り、寄進したもの。翌明治14年に正式に奉納された。鎌倉時代末期から南北朝時代の制作。長さ64.5センチメートル、反り2.9。1913年（大正6年）に武田神社が創建されるまでは国立第十銀行（山梨中央銀行）の金庫に保管されており、創建の際に神宝となる。備前吉岡一文字派の作つ伝わる。銘は「一」と刻するのみで、刀工の個名は不明である。
関連文化財
- 旧睦沢学校校舎

明治初期の県令藤村紫朗の推進した擬洋風建築である睦沢（むつざわ）小学校校舎。1966年に隣接する中巨摩郡敷島町（現甲斐市）から西曲輪に移築されたが、2010年10月に再開発中の甲府駅北口広場に再び移転された。

## 交通
- JR甲府駅北口2番のりばより山梨交通バス「武田神社」行きまたは「積翠寺」行きに乗車し、「武田神社」バス停下車。

## ギャラリー

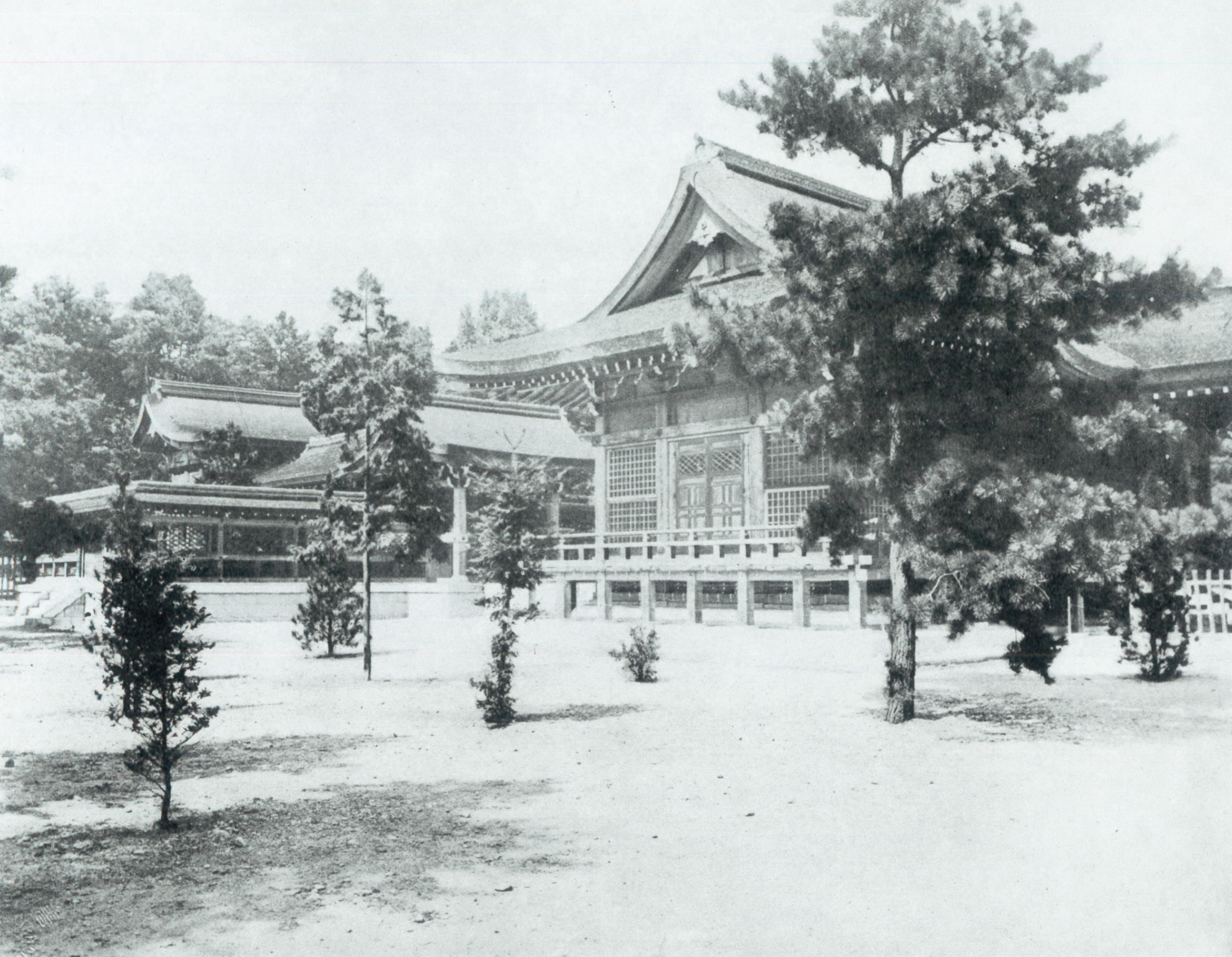
昭和初期の武田神社
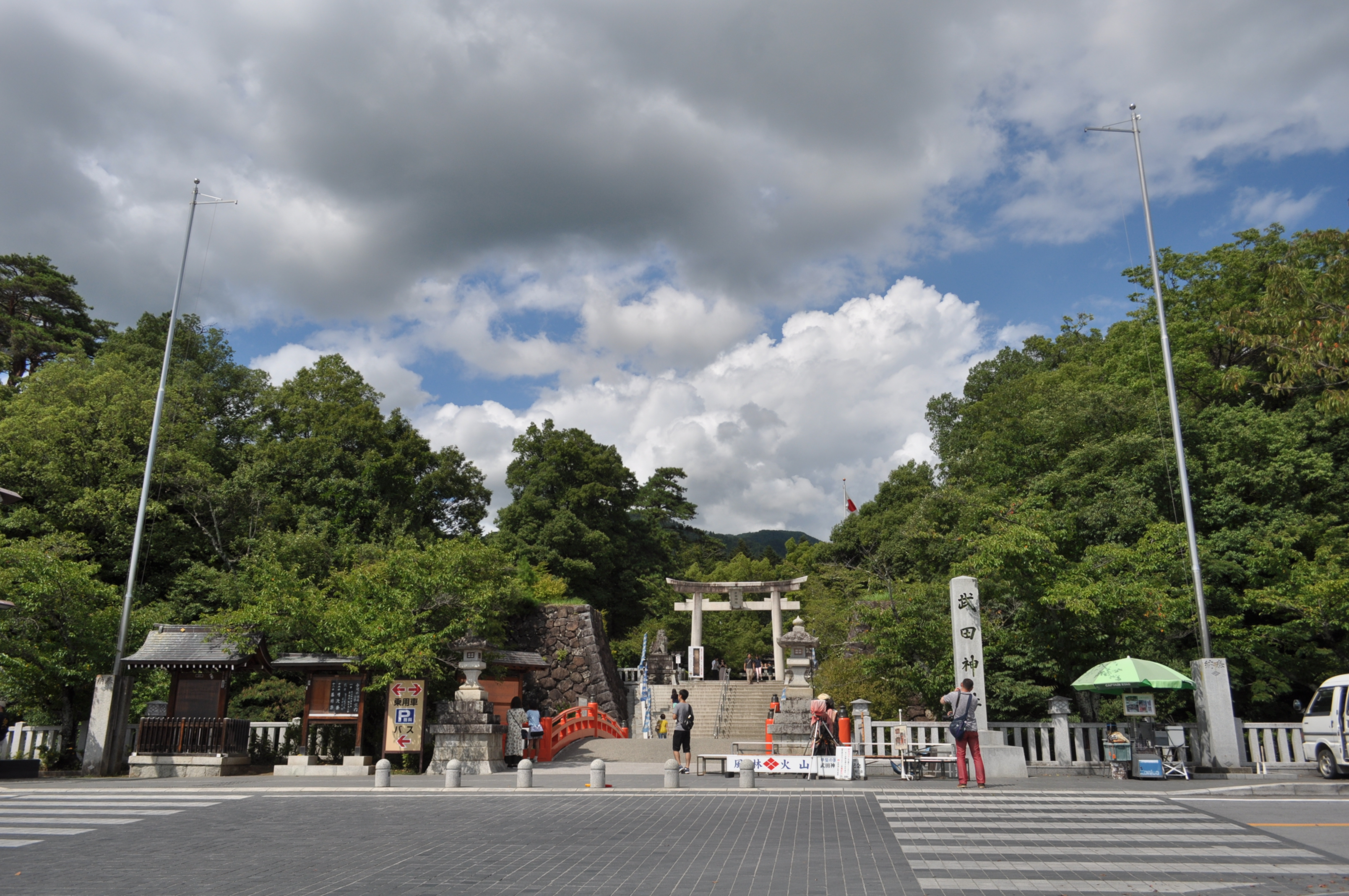
武田通から武田神社を見る（2017年8月17日撮影）
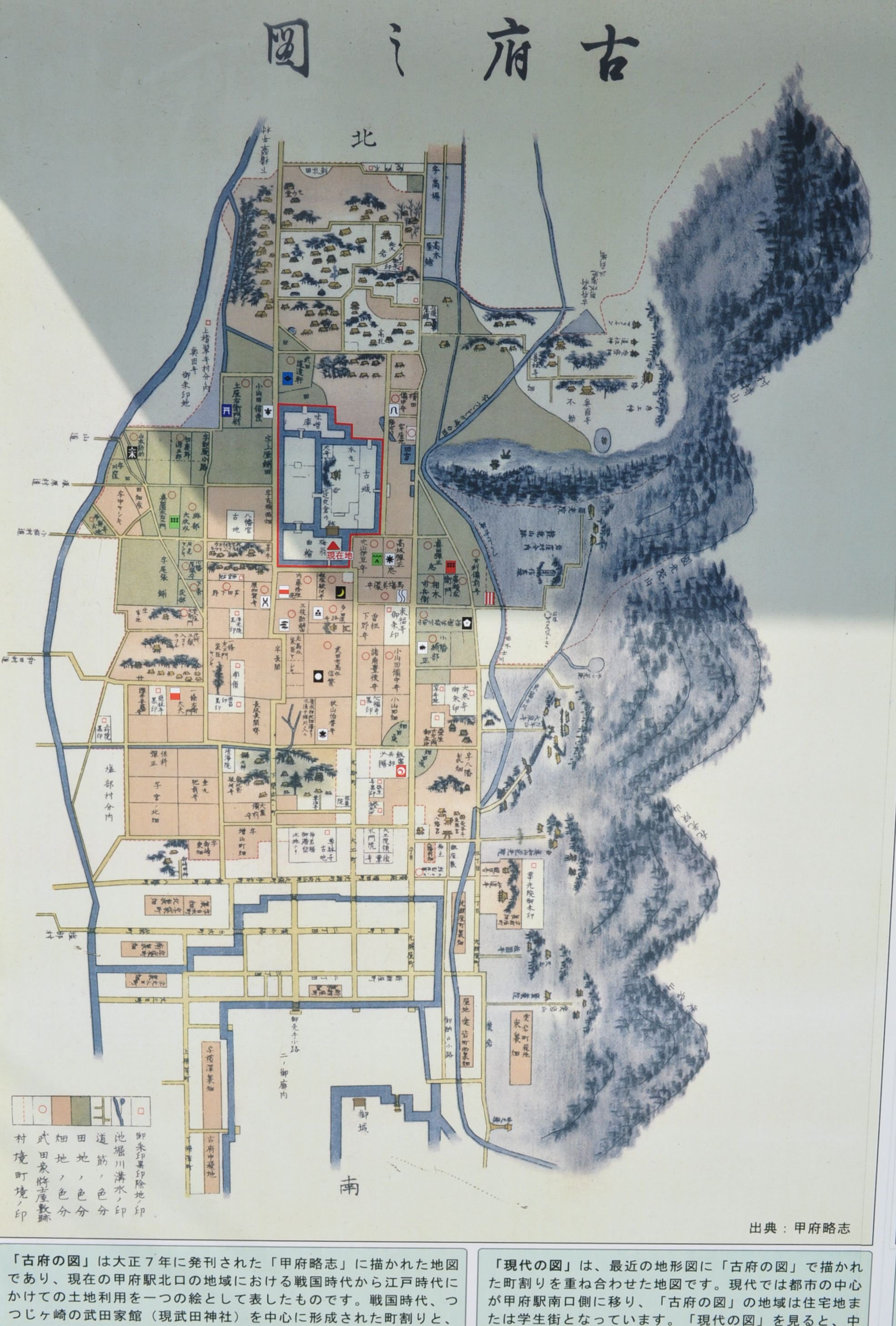
「古府の図」大正7年に発刊『甲府略志』に描かれた地図（2014年5月8日撮影）
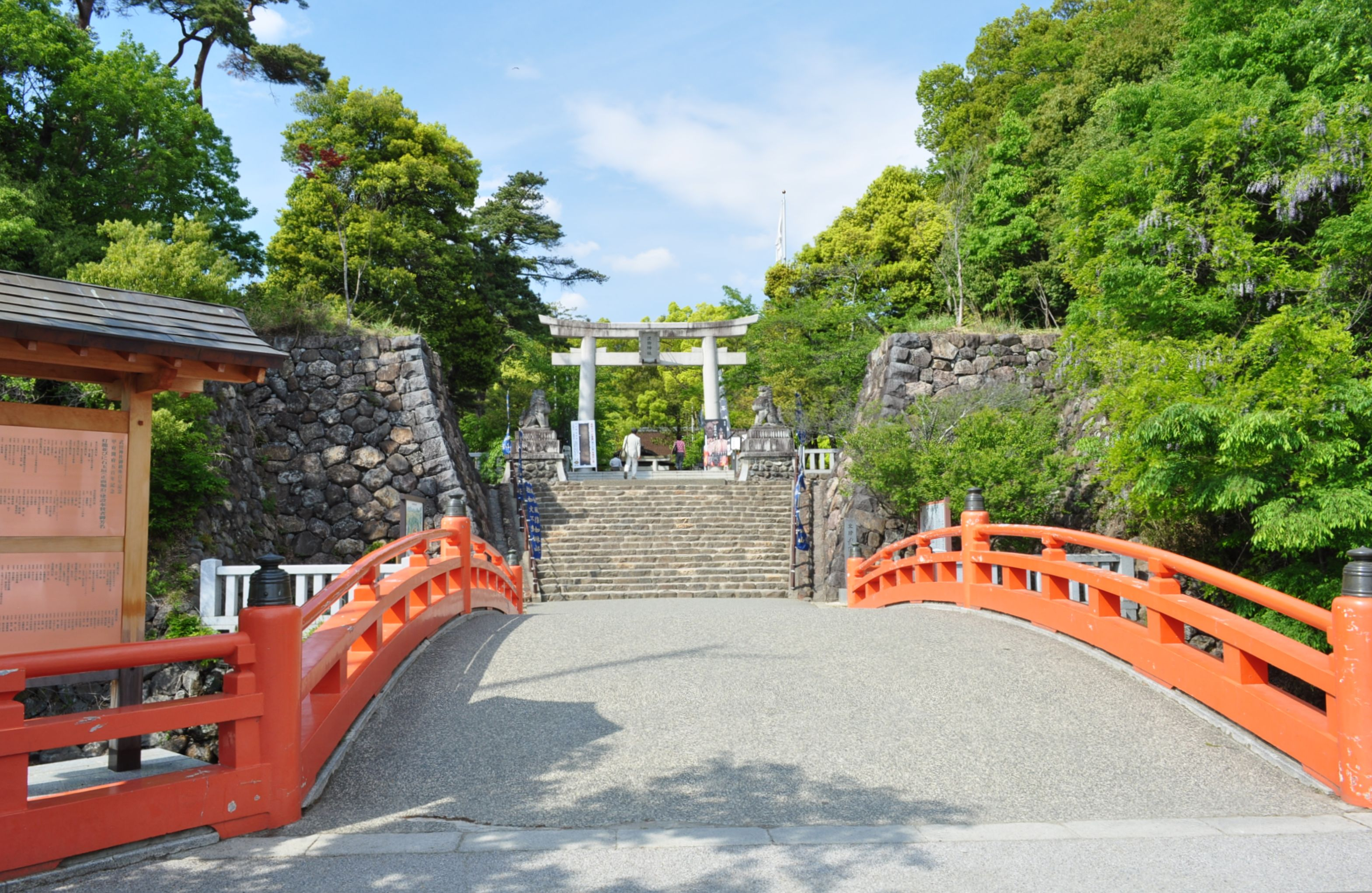
堀に架けられた神橋（2014年5月8日撮影）
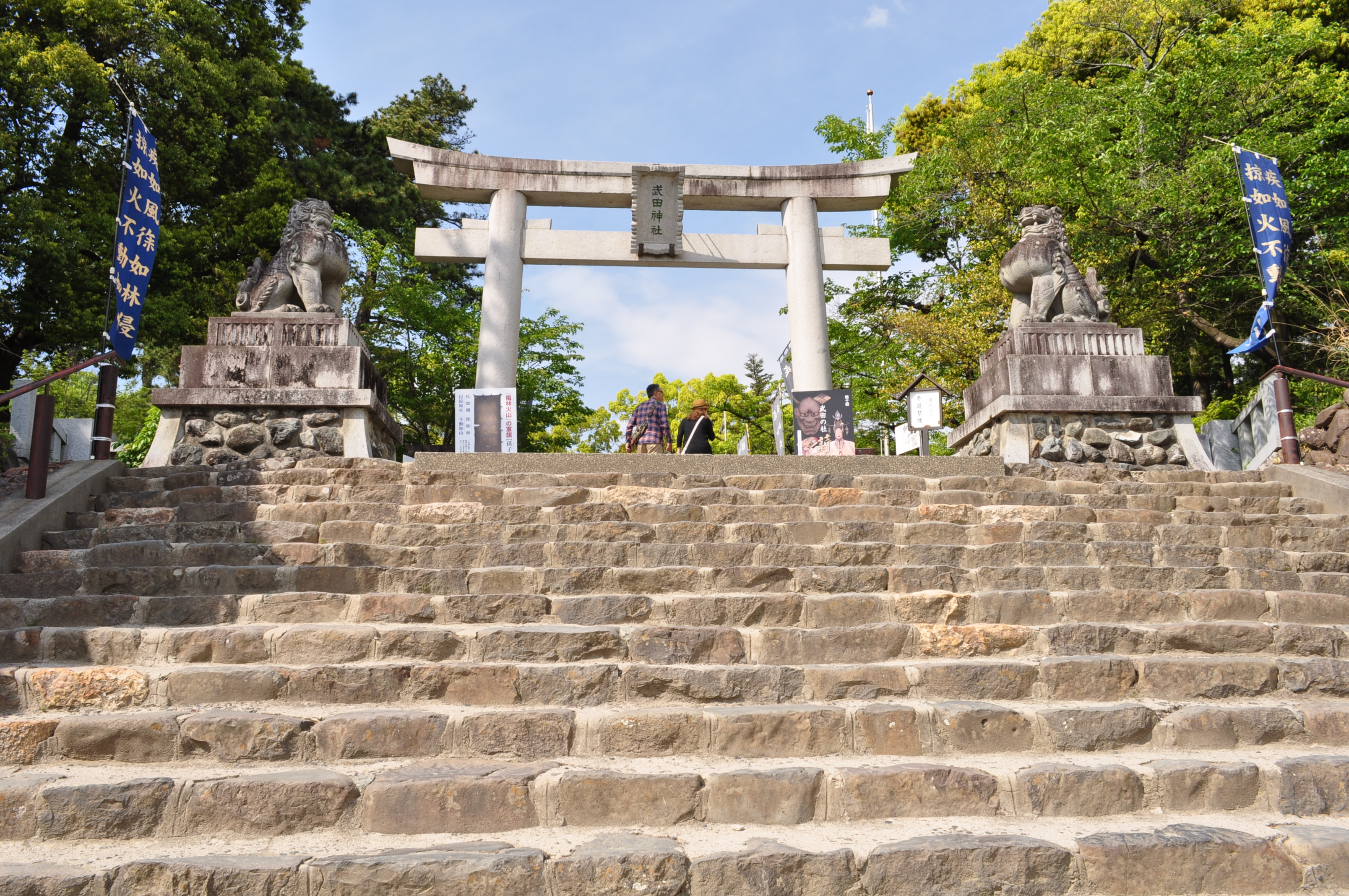
神橋を渡り石段を進む（2014年5月8日撮影）
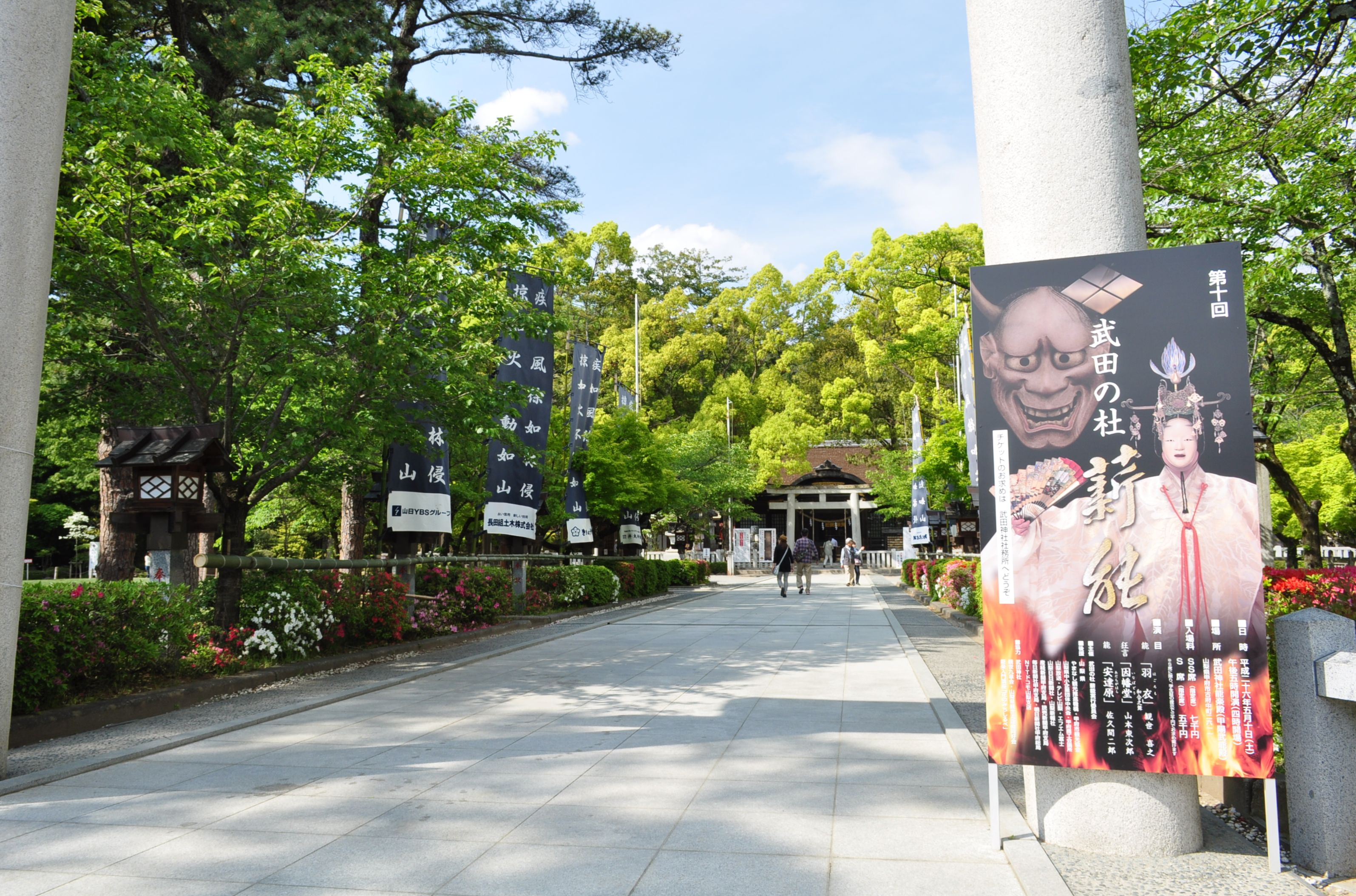
一之鳥居を潜る（2014年5月8日撮影）
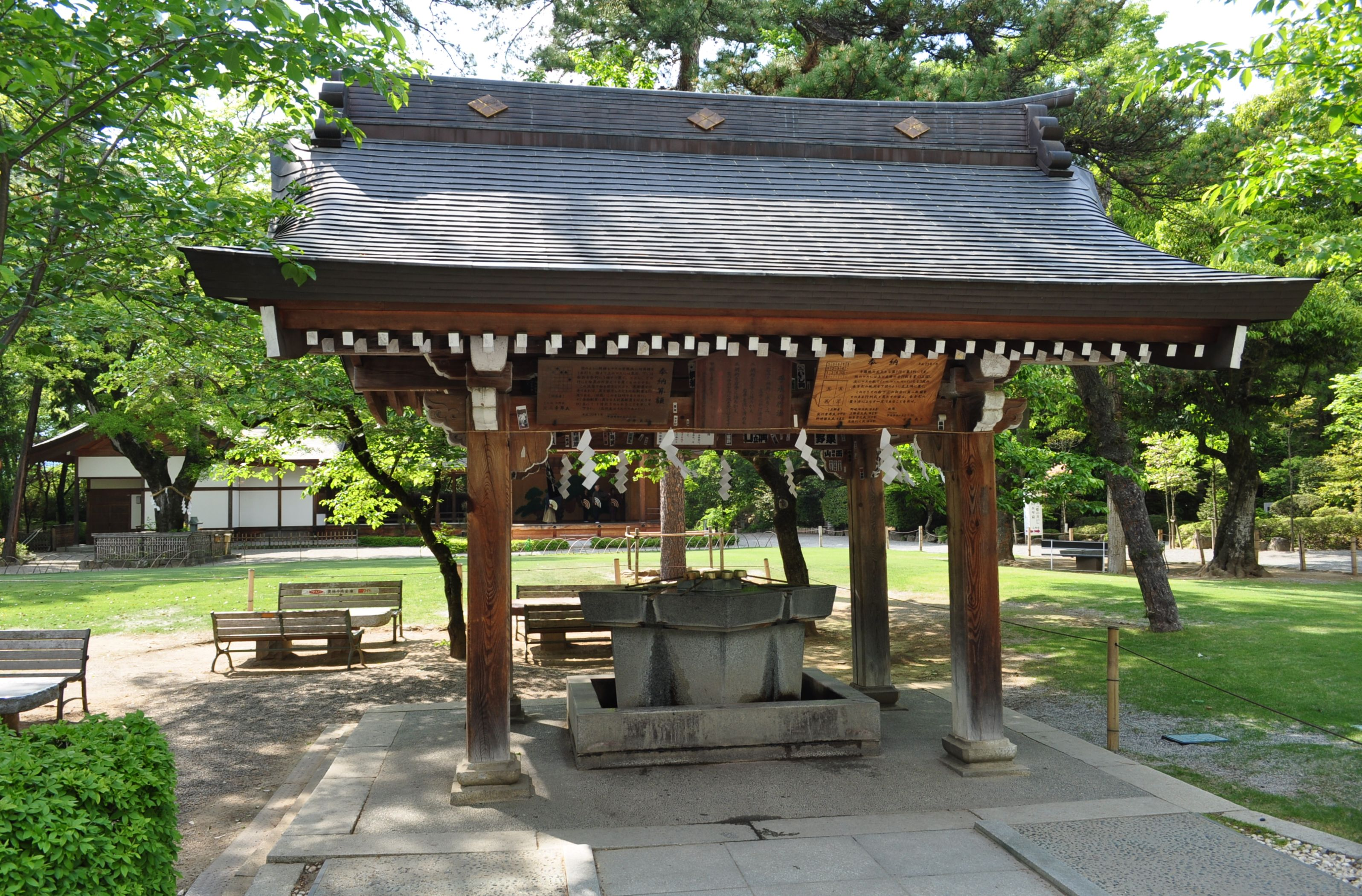
手水舎（ちょうずや、ちょうずしゃ）（2014年5月8日撮影）
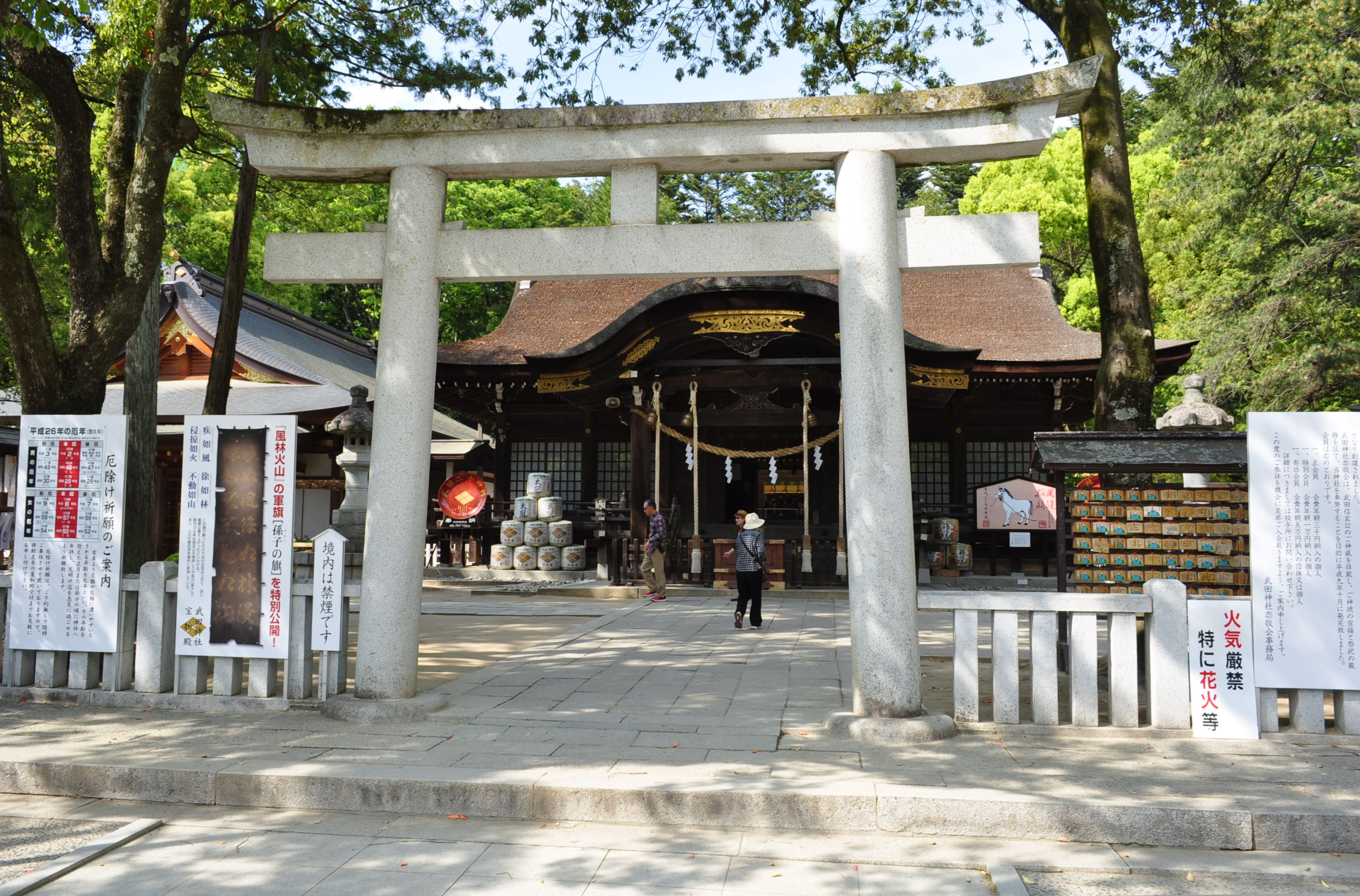
二之鳥居（2014年5月8日撮影）
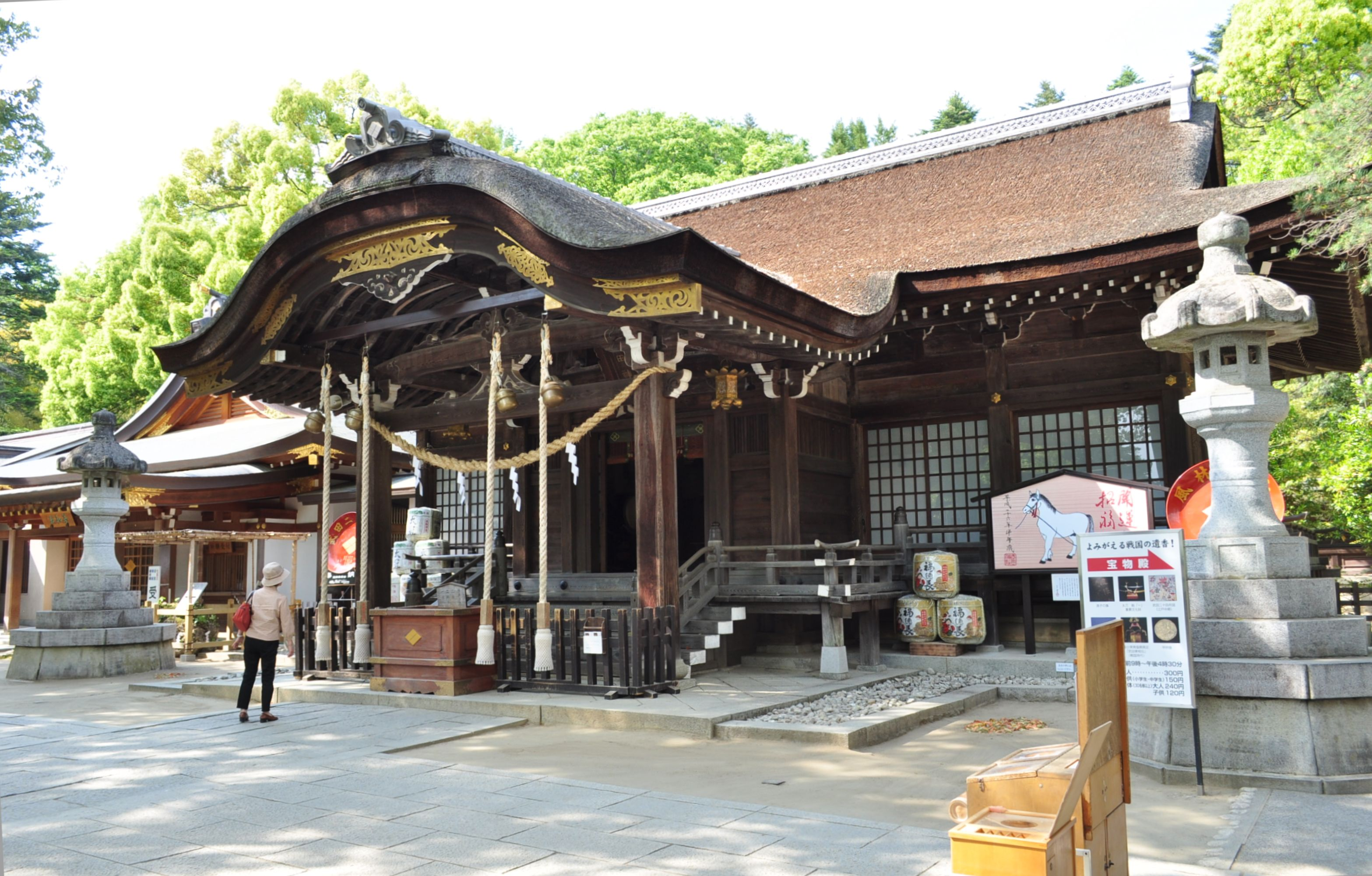
拝殿右側を見る（2014年5月8日撮影）
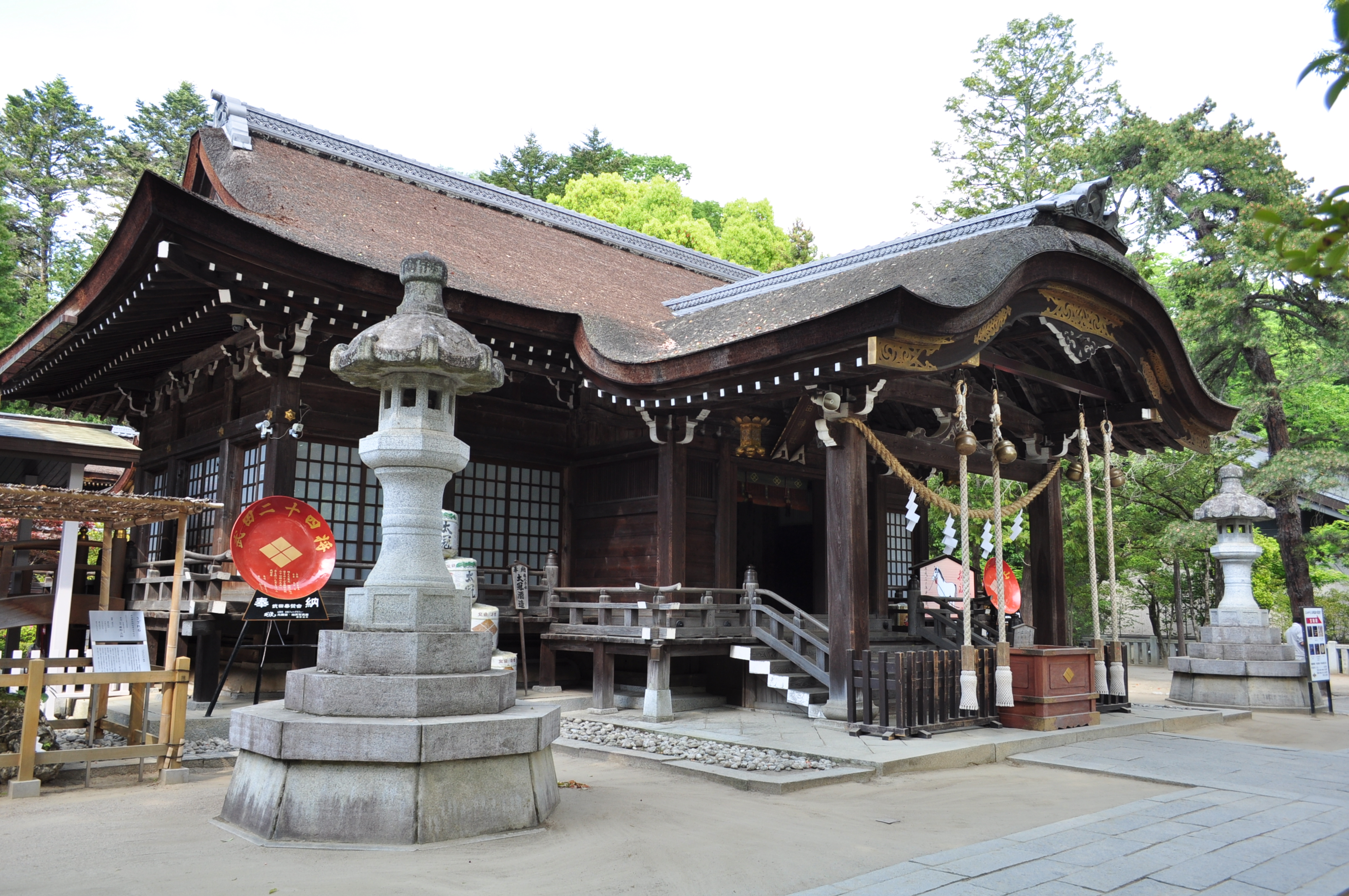
拝殿左側を見る（2014年5月8日撮影）
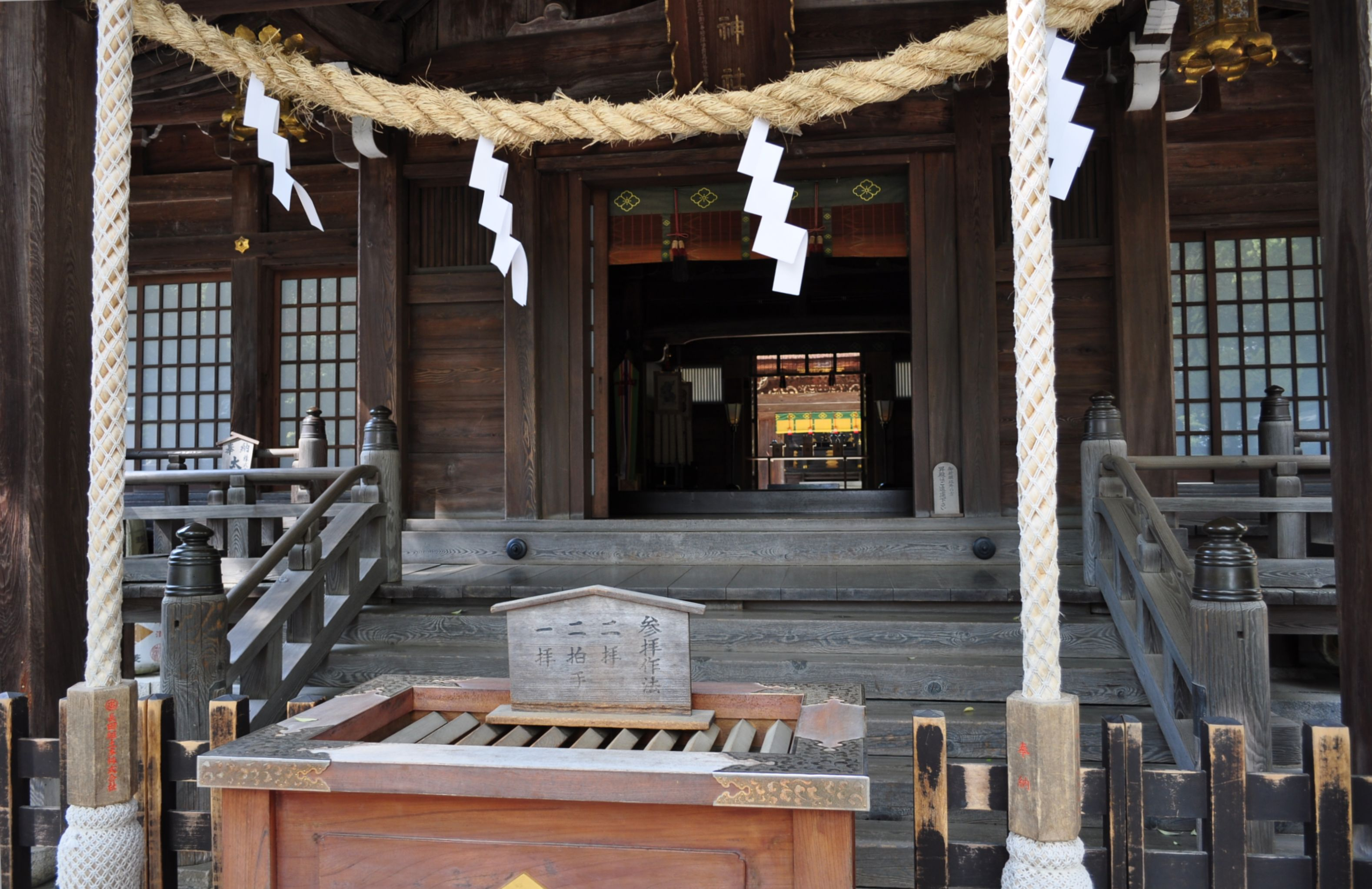
拝殿前（2014年5月8日撮影）
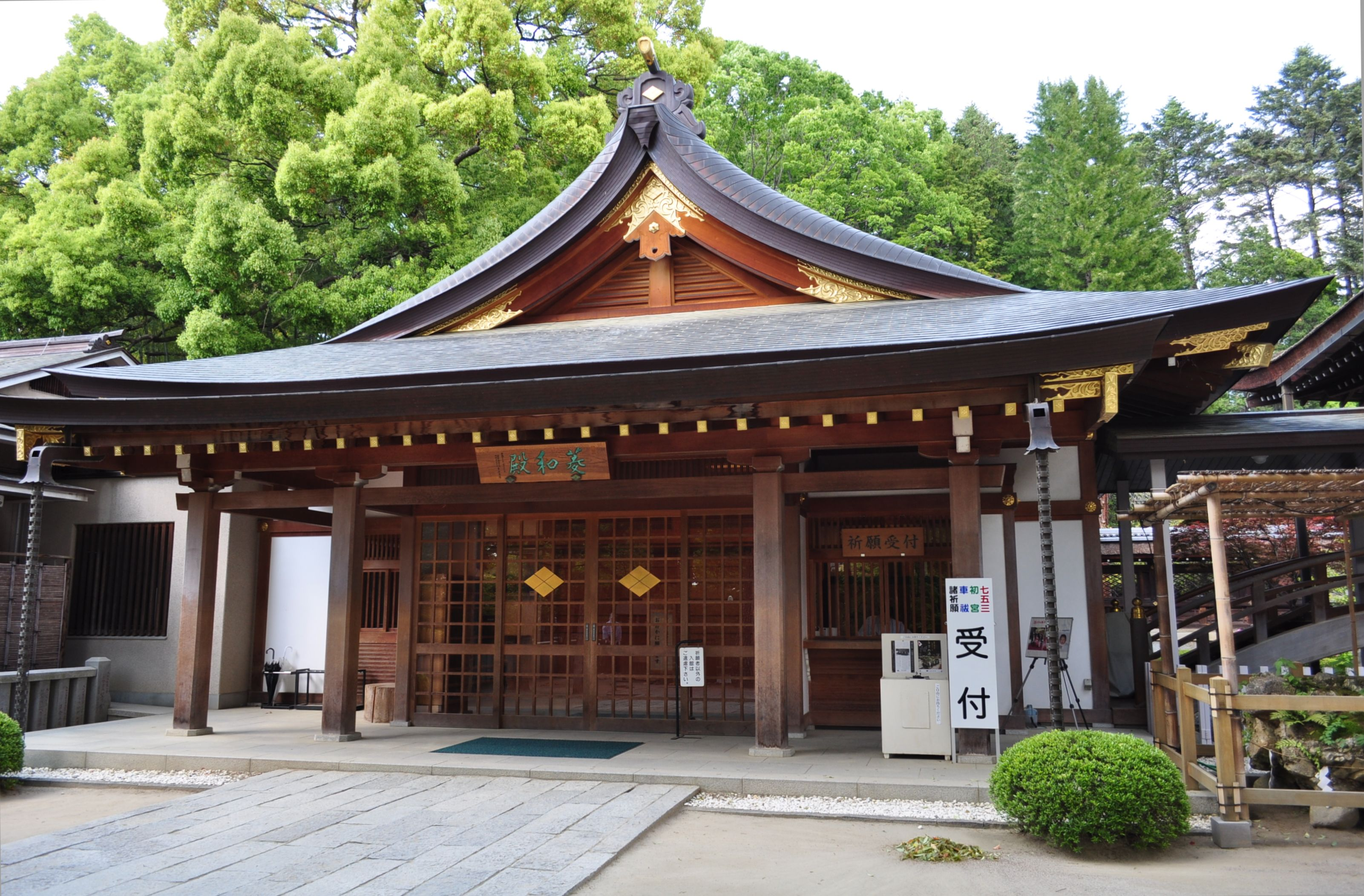
菱和殿（2014年5月8日撮影）
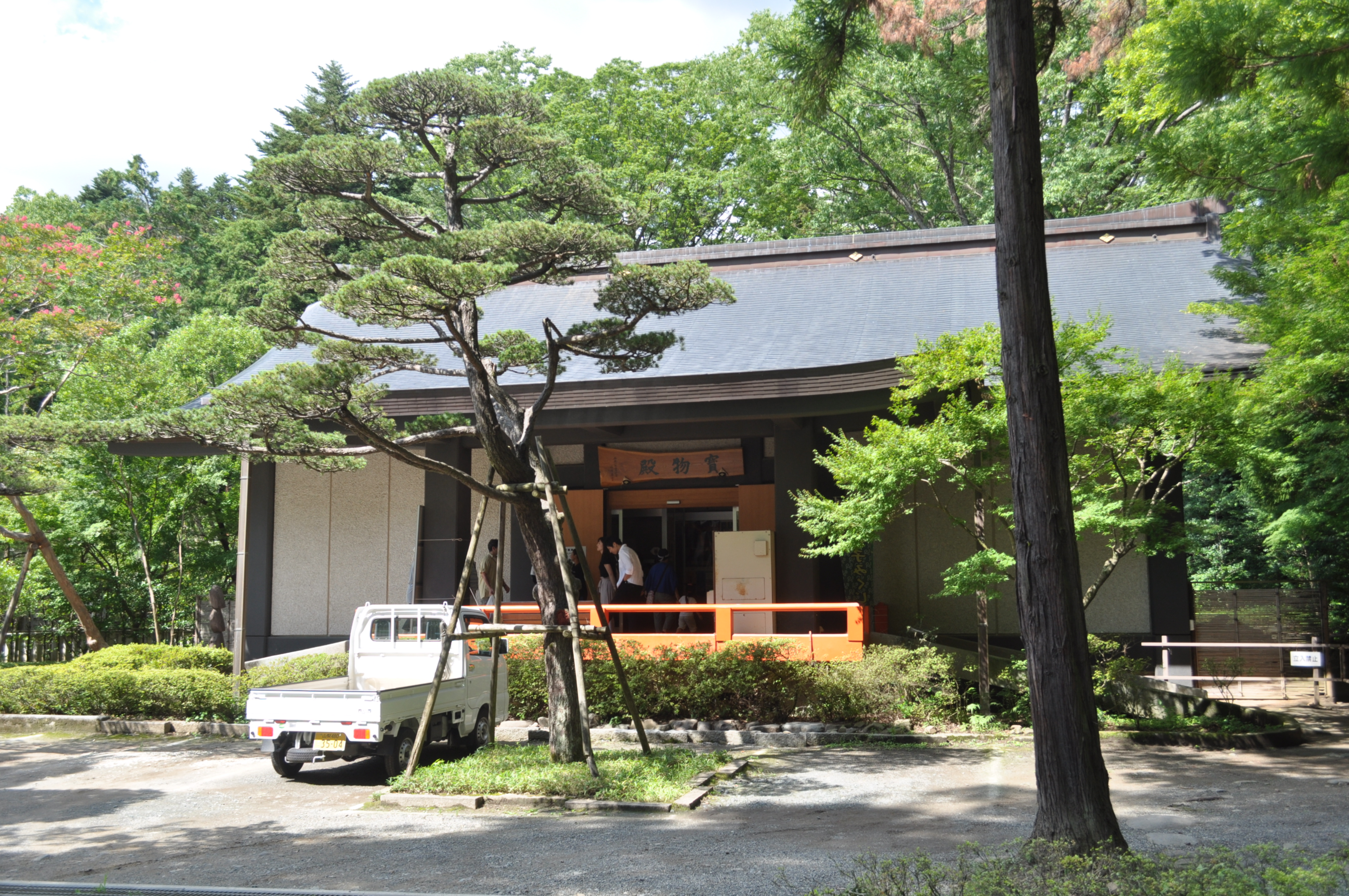
宝物殿（2017年8月17日撮影）
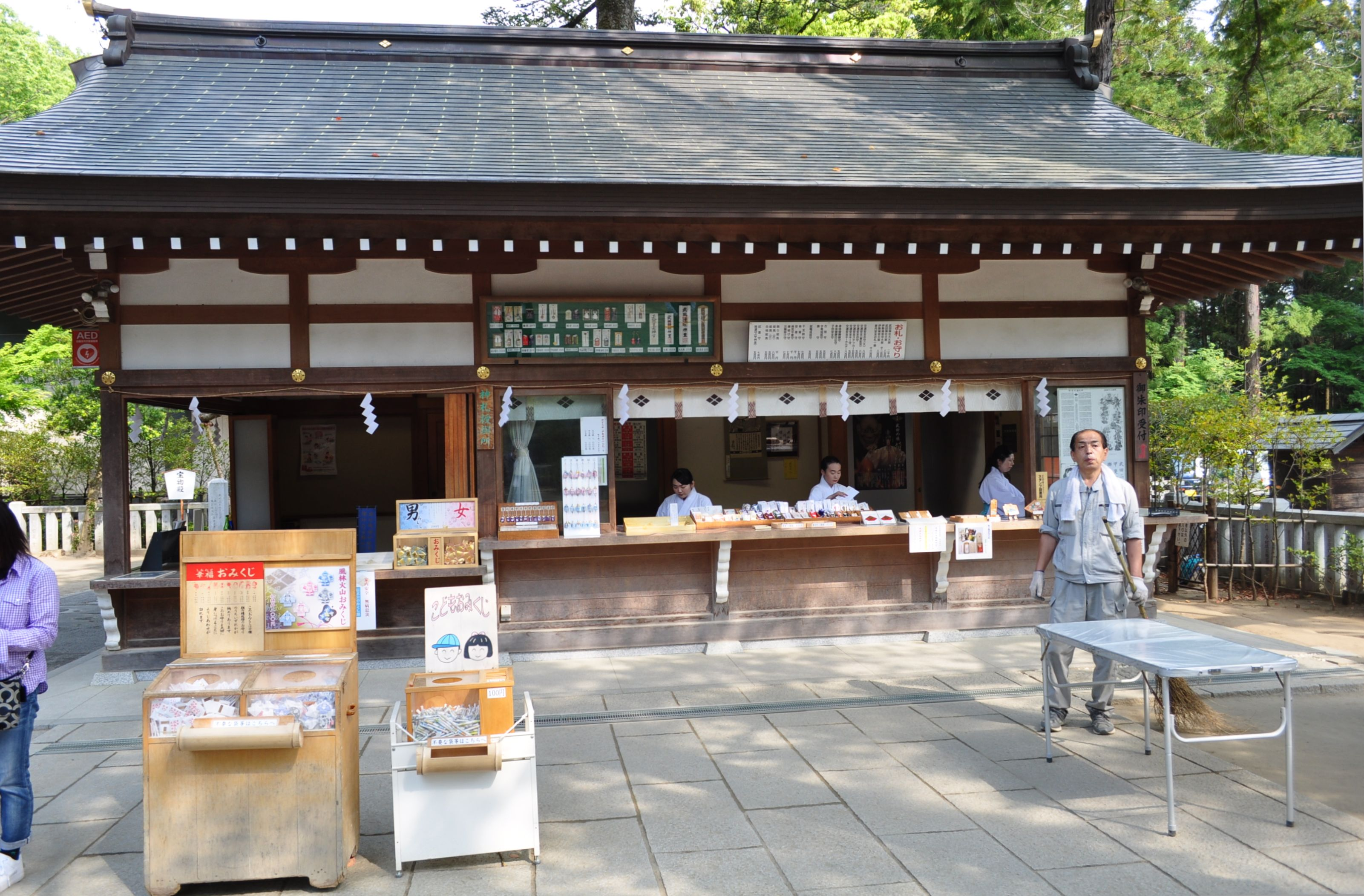
神符授与所（2014年5月8日撮影）
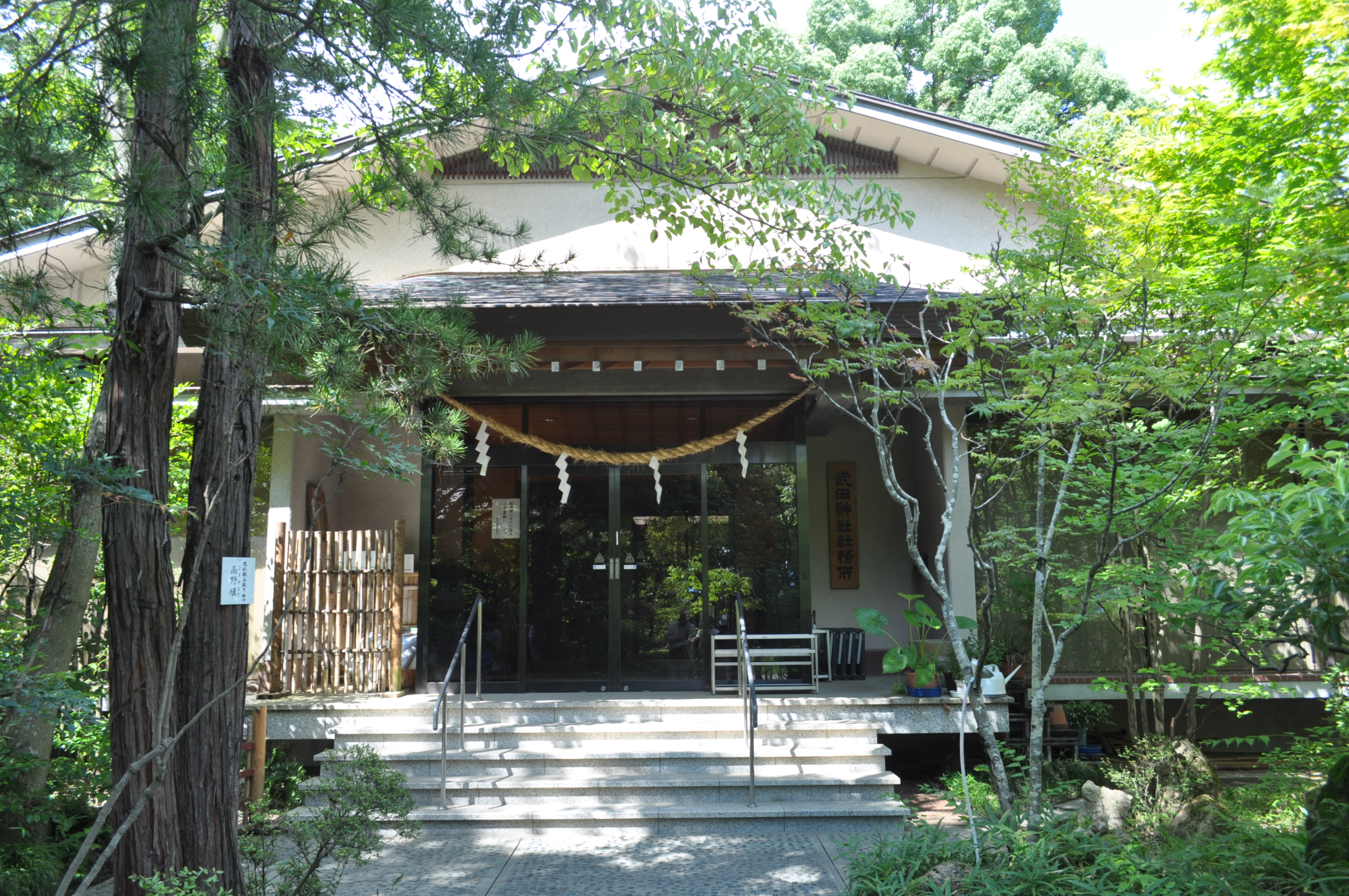
社務所（2017年8月17日撮影）
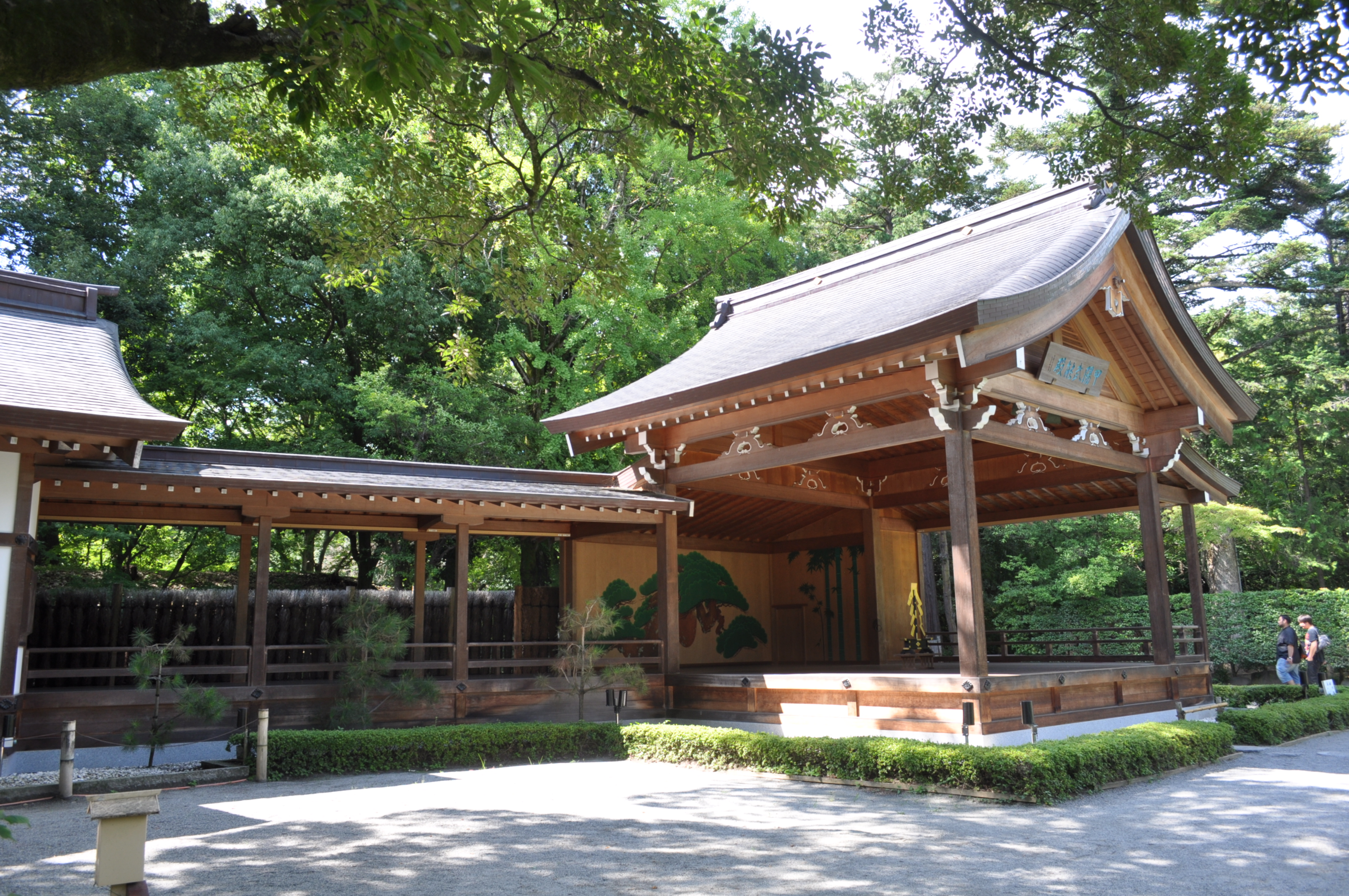
甲陽武能殿（2017年8月17日撮影）
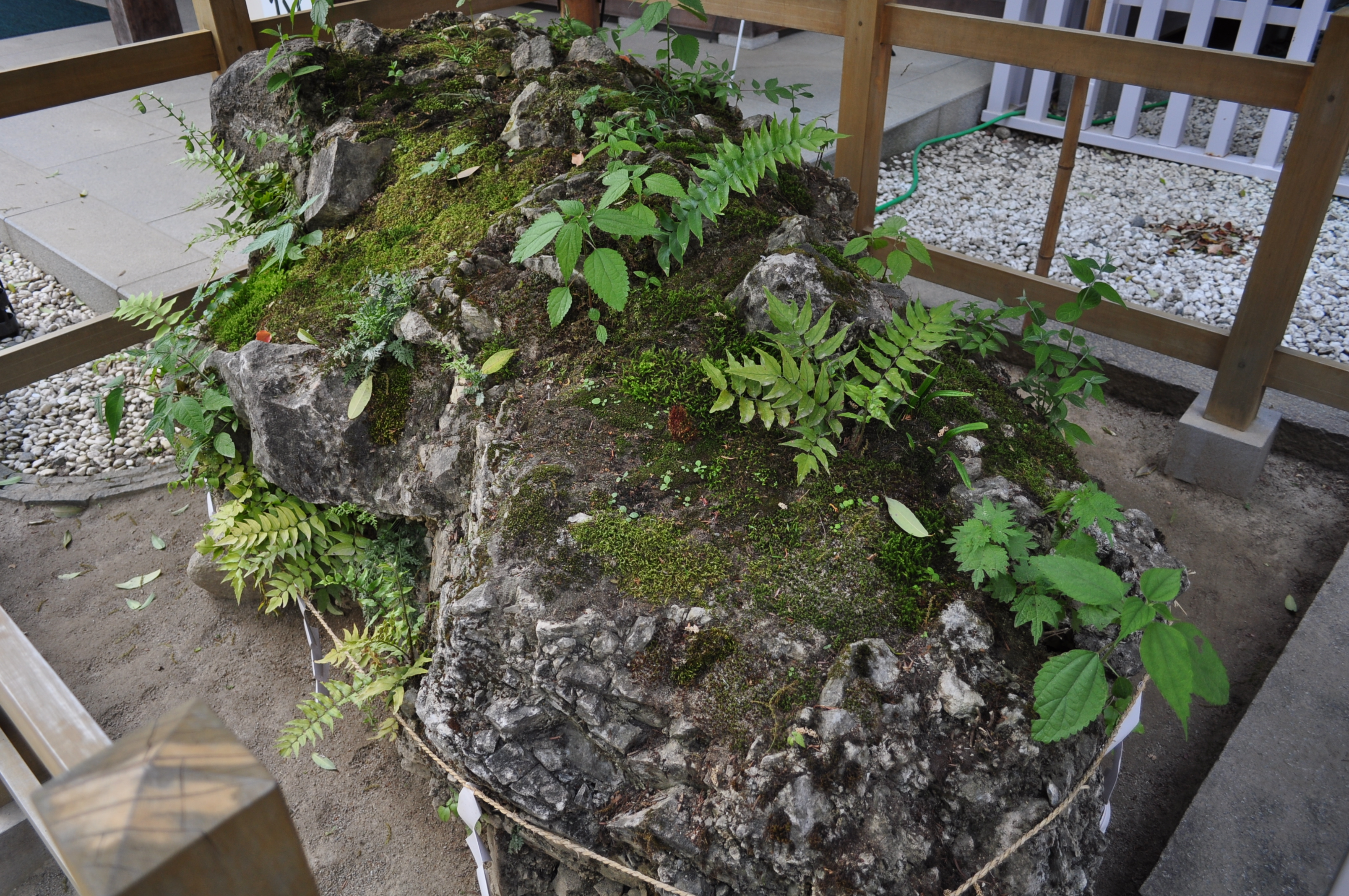
「さざれ石」（2014年5月8日撮影）